# Gahnia javanica
Gahnia javanica là loài thực vật có hoa trong họ Cói. Loài này được Moritzi mô tả khoa học đầu tiên năm 1846.